# Suphanburi
Suphan Buri, (thai:  สุพรรณบุรี) är en provins (changwat) i centrala Thailand. Provinsen hade 855 949 invånare år 2000, på en area av 5 358,0 km². Provinshuvudstaden är Suphanburi town.

## Administrativ indelning
Provinsen är indelad i 10 distrikt (amphoe). Distrikten är i sin tur indelade i 110 subdistrikt (tambon) och 977 byar (muban). 